# Intervention dans la crise de succession de Kiev
 (février 2018).
Si vous disposez d'ouvrages ou d'articles de référence ou si vous connaissez des sites web de qualité traitant du thème abordé ici, merci de compléter l'article en donnant les références utiles à sa vérifiabilité et en les liant à la section « Notes et références ».
 (août 2024).
Le contenu est difficilement compréhensible vu les erreurs de traduction, qui sont peut-être dues à l'utilisation d'un logiciel de traduction automatique.
L'intervention dans la crise de succession de Kiev de 1015-1019 menée par le souverain polonais Boleslas le Vaillant est un épisode de la lutte entre Sviatopolk Vladimirovich (« le Maudit ») et son frère Iaroslav (« le Sage ») pour la domination de Kiev et du Rus' de Kiev. Il a eu lieu quand le beau-père de Sviatopolk, Boleslas, dirigeant de la Pologne, est intervenu avec une armée composée de Polonais, d'Allemands, de Hongrois et de Petchénègues.

## Histoire

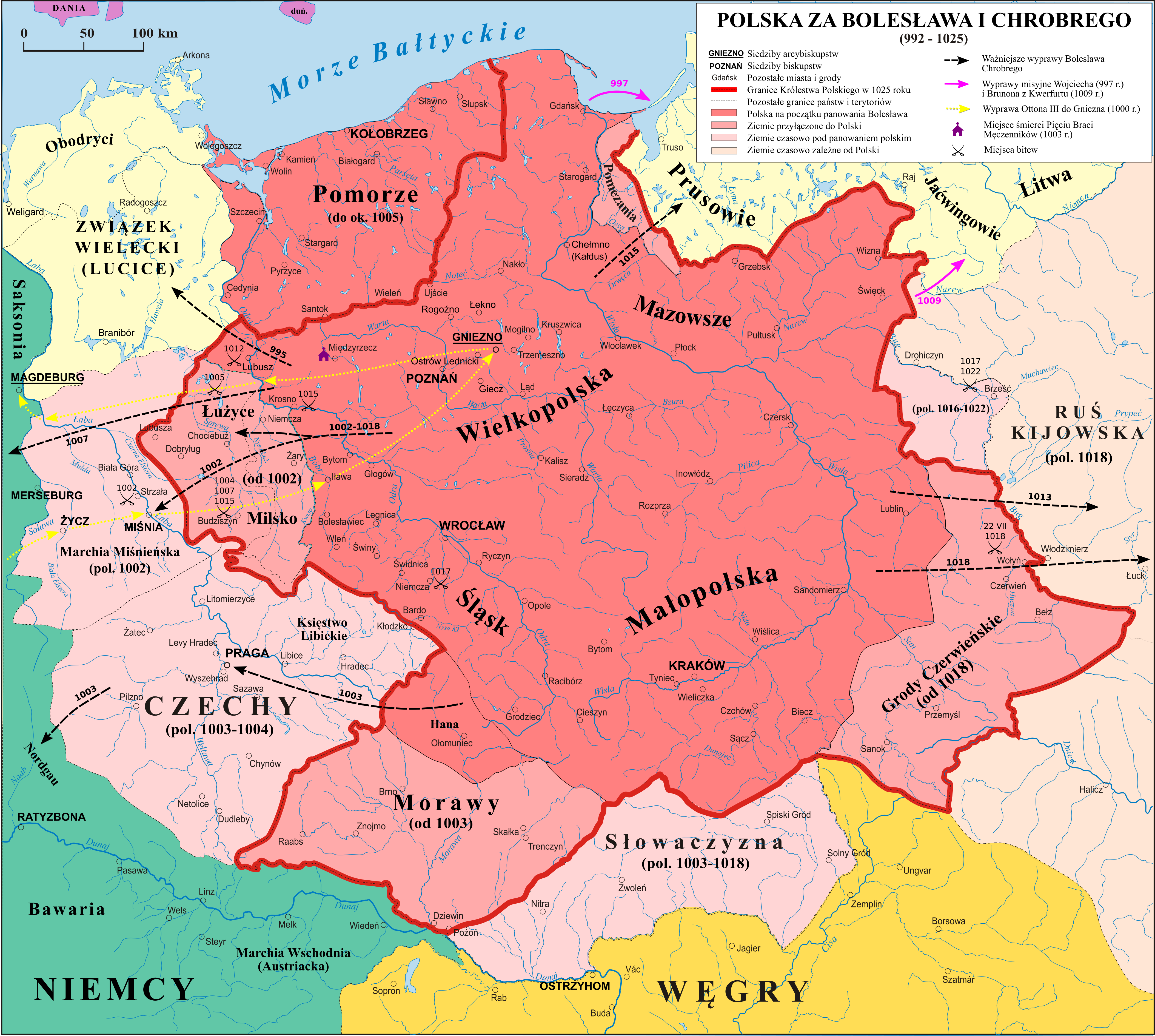
La Pologne sous le règne de Bolesław Ier le Vaillant.

L'intervention était initialement un succès pour Boleslas qui vainc les armées de Iaroslav, et fixe temporairement le trône pour Sviatopolk. Mais lorsque Boleslas lui-même et son armée se retirent de Kiev, Sviatopolk est incapable de conserver sa position, étant vaincu par Iaroslav l'année suivante. Les chroniques de l'expédition comprennent des récits légendaires ainsi que des histoires factuelles qui ont fait l'objet d'interprétations variées.
Le souverain de Pologne, Boleslas Ier, et le souverain de Kiev, Vladimir Ier, avaient auparavant combattu sur les Villes tchervènes (dans ce qui a été appelé plus tard Ruthénie rouge) dans un conflit qui a pris fin favorablement pour Vladimir. En outre, Boleslas, qui avait déjà deux femmes, a voulu se marier avec Predslava, une des filles de Vladimir, afin de cimenter les liens entre les deux familles. Malgré les meilleurs efforts de Boleslas, l'offre a été refusée et à la place il a dû accepter une liaison moins prestigieuse qu'à la maison de Vladimir par le mariage de la fille de Boleslas au fils de Vladimir, Sviatopolk. Entre 1005 et 1013, Vladimir a disposé Sviatopolk afin de le marier à la fille de Boleslas, dont le nom n'a pas survécu dans les sources[pas clair].
Il est possible que Vladimir ait décidé que ni Sviatopolk ni Iaroslav succéderaient au trône de Kiev après sa mort, et qu'alors Sviatopolk et Iaroslav se sont révoltés contre leur père. Bien que Sviatopolk est connu pour avoir été plus vieux que Boris et Gleb, l'ordre de naissance exacte des fils de Vladimir n'est pas connu et Sviatopolk est allégué, dans certaines sources, comme étant un bâtard. Peut-être malheureux par sa règle étant limité à seulement une petite apanage[pas clair], Sviatopolk a comploté pour renverser son père. Ces théories, cependant, sont basées sur très peu de preuves, et dans les mots de deux historiens, « les origines de leurs querelles avec leur père sont obscures ». Selon Thietmar de Merseburg, Boleslas avait encouragé la révolte de Sviatopolk par sa fille et la femme de ce dernier, mais il ne précise pas l'objectif de la révolte. La conspiration de Sviatopolk a été, dans ce cas, contrecarrée par Vladimir, qui a appelé Sviatopolk et son entourage à Kiev et les a emprisonnés en 1013.
Le renversement prévu, s'il existait, peut avoir été pris en charge par l'évêque Reinbern de Kołobrzeg, qui avait voyagé avec la fille de Boleslas. Selon le même chroniqueur, Reinbern a participé activement à la conversion des païens dans et autour des terres Rus', mais était emprisonné avec Sviatopolk et la femme de ce dernier. Reinbern, qui auraient agi dans l'intérêt de la Rome catholique, meurt peu de temps après avoir été emprisonné. Il est à noter que Boleslas a envahi les terres de Kiev en 1013. Ce fut peut-être Boleslas qui tenta de reprendre les villes de Tcherven, mais il a aussi fait valoir que son but aurait été de libérer Sviatopolk.